# Jo van den Broek

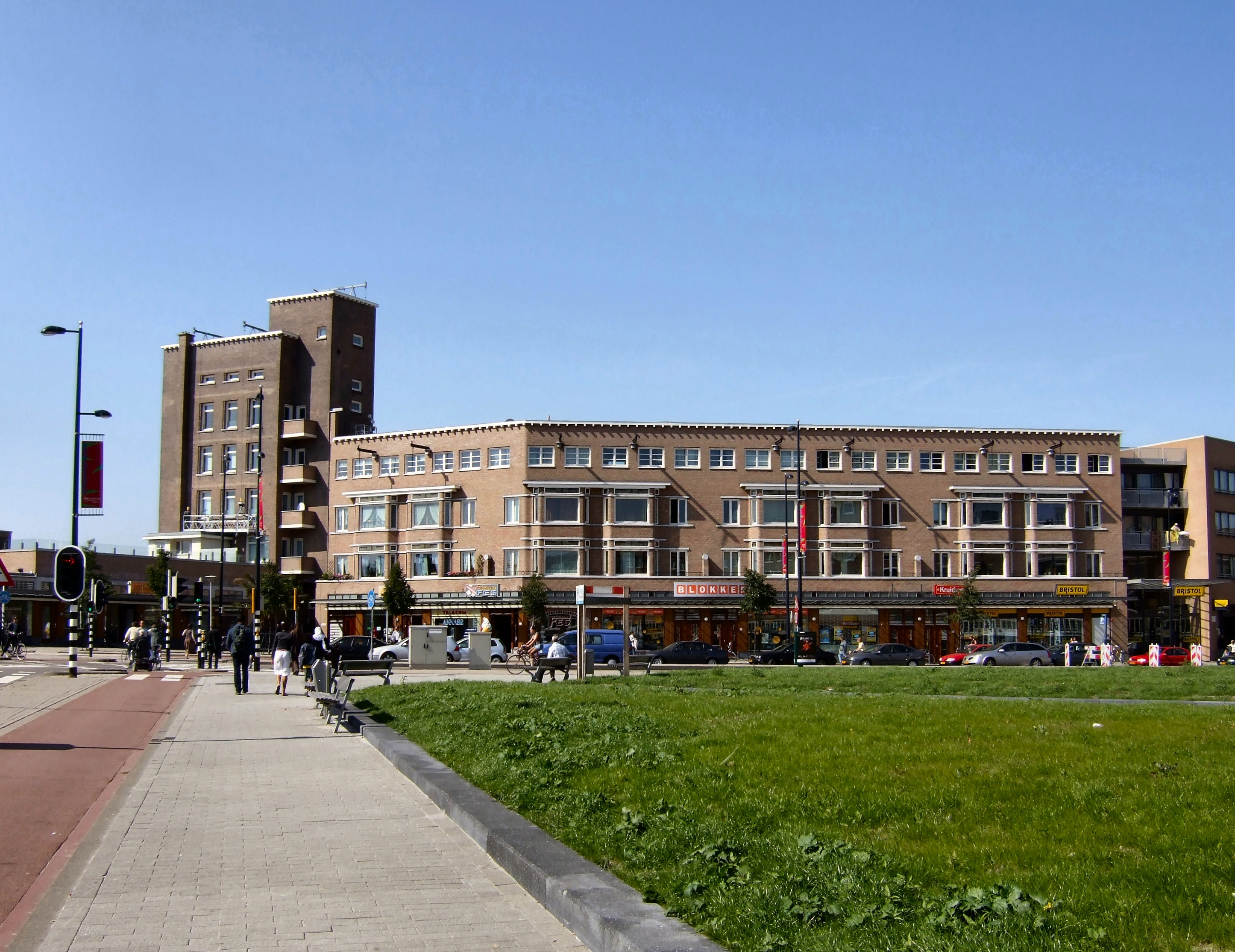
Mathenesserplein i Rotterdam

Johannes Hendrik "Jo" van den Broek, född 4 oktober 1898 i Rotterdam, död 6 september 1978 i Haag, var en nederländsk modernistisk arkitekt som verkade tillsammans med Jacob Bakema från 1940-talet till och med 70-talet.

## Projekt
- Stadshus, Marl i Ruhrområdet, Tyskland, 1958
- Bostadshus till utställningen Interbau, Berlin-Tiergarten, Tyskland, 1957
- "Lijnbaan" (köpcentrum och gågata), Rotterdam, Nederländerna, 1954